# Signoretia fernandensis
Signoretia fernandensis är en insektsart som beskrevs av Anufriev 1971. Signoretia fernandensis ingår i släktet Signoretia och familjen dvärgstritar. Inga underarter finns listade i Catalogue of Life.